# Raoul Streiff
Raoul Streiff (* 19. Oktober 1909 in Magalas; † 30. Mai 1980 in Monaco) war ein französischer Händler und Politiker. Er war von 1947 bis 1948 Senator für Niger.

## Leben
Raoul Streiff stammte aus einer Winzerfamilie, die von der Reblauskatastrophe schwer getroffen wurde. Er begann schon in jungen Jahren in Marseille im Handel zu arbeiten. Sein Beruf führte ihn zunächst nach Kolumbien, Venezuela und auf die Antillen, dann über England, Spanien und Deutschland in die Niederlande. Seine nächsten Stationen waren in Afrika. Er lebte in Tschad, Sierra Leone, Ubangi-Schari und Kamerun, bis er sich schließlich Ende der 1930er Jahre als Handelsvertreter in der französischen Kolonie Niger niederließ. 1939 wurde er in ein Ausbildungsbataillon in Toulon eingegliedert, er kämpfte im Zweiten Weltkrieg.
Auf Grundlage der neuen Verfassung Frankreichs von 1946 würde Niger erstmals und mit zwei Sitzen im Rat der Republik, dem Oberhaus des französischen Parlaments, vertreten sein. Die beiden Sitze wurden von je einem Wahlkollegium vergeben. Das erste Wahlkollegium bestand de facto aus den in Niger lebenden französischen Staatsbürgern aus Metropolitan-Frankreich, während das zweite Wahlkollegium sich aus weiteren französischen Unionsbürgern in Niger zusammensetzte. Während das zweite Kollegium Mohamadou Djibrilla Maïga wählte, setzte sich im ersten Kollegium bei den Wahlen am 3. Januar 1947 Raoul Streiff gegen Gaston Fourrier durch. Streiff schloss sich der Fraktion der Républicains indépendants an und wurde Mitglied des Ausschusses für Übersee-Frankreich. Er stand in ständigem Kontakt zu seinen Anhängern in Niger. Bei den Wahlen am 14. November 1948 musste er sich Gaston Fourrier geschlagen geben und schied aus dem Oberhaus aus.
Streiff übersiedelte wenig später aus gesundheitlichen Gründen nach Monaco, wo er bis Ende der 1960er Jahre als kaufmännischer Direktor arbeitete und 1980 starb.